# Auburn (Míchigan)
Auburn es una ciudad ubicada en el condado de Bay en el estado estadounidense de Míchigan. En el Censo de 2010 tenía una población de 2087 habitantes y una densidad poblacional de 0,77 personas por km².

## Geografía
Auburn se encuentra ubicada en las coordenadas 43°36′7″N 84°4′30″O / 43.60194, -84.07500. Según la Oficina del Censo de los Estados Unidos, Auburn tiene una superficie total de 2724.67 km², de la cual 2706.52 km² corresponden a tierra firme y (0.67%) 18.13 km² es agua.

## Demografía
Según el censo de 2010, había 2087 personas residiendo en Auburn. La densidad de población era de 0,77 hab./km². De los 2087 habitantes, Auburn estaba compuesto por el 97.46% blancos, el 0.34% eran afroamericanos, el 0.77% eran amerindios, el 0.53% eran asiáticos, el 0.1% eran isleños del Pacífico, el 0.34% eran de otras razas y el 0.48% pertenecían a dos o más razas. Del total de la población el 1.96% eran hispanos o latinos de cualquier raza.